# Nérac
Nérac é uma comuna francesa na região administrativa da Nova Aquitânia, no departamento Lot-et-Garonne. Estende-se por uma área de 62,63 km². Em 2010 a comuna tinha 7 356 habitantes (densidade: 117,5 hab./km²).